# Індастріал-метал
Інда́стріал-ме́тал або індустріальний мета́л (англ. industrial metal) — музичний напрямок, що поєднує елементи музики індастріал та важкого металу. Музика індастріал-метал звичайно базується на гітарних рифах та індустріальних синтетичних лініях, значно дисторшованих низьких гітарах та "брутал" басі, хоча іноді використовують чистий голос. Термін «індастріал-метал» описує багатоманітні музичні явища від індустріальних гуртів, що використовують семпли гітарних рифів, до важкометалевих гуртів, що широко використовують синтезатори. Індастріал-метал також охоплює такі стилі, як агроіндастріал та колдвейв і часто перетинається з ню-металом та пост-панком.
У текстах індастріал-металевих гуртів як правило піднімаються суспільні або політичні проблеми, питання особистого протесту.

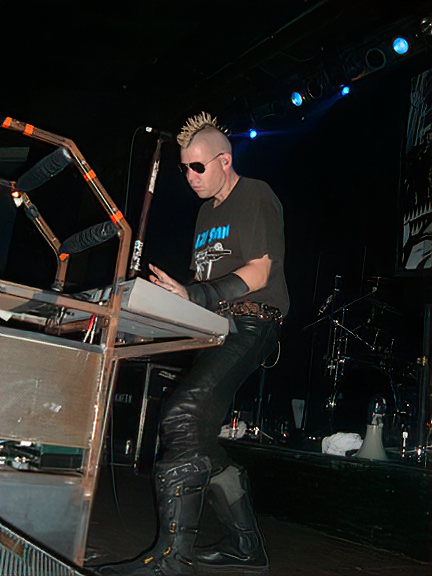
Sascha Konietzko на концерті, 2005
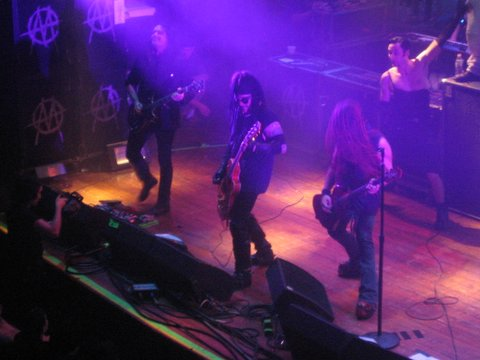
Al Jourgensen[en] та Revolting Cocks[en]
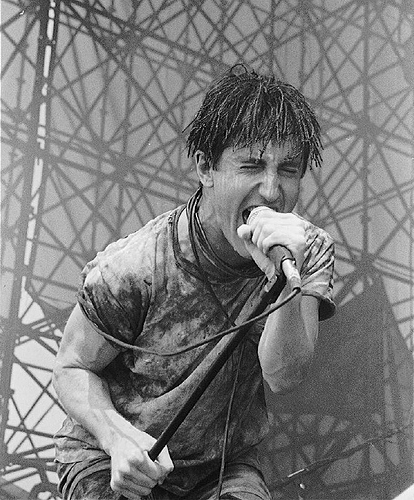
Trent Reznor

## Становлення
Термін "Індастріал" походить від звукозаписного лейбла Throbbing Gristle (Industrial Records). Офіційно вважається, що саме вони поклали початок стилю  орієнтовно у 1976 році. І хоча Throbbing Gristle використовували гитари від самого початку існування цього напрямку, до 1980-х років взаємопроникнення індастріалу і металу не відбувалось. 
За іншою версією, як піонера розглядають британський гурт Killing Joke, що справив значний вплив на багатьох інших виконавців жанру. Сцена індастріал-металу стала результатом зближення ряду різних музичних напрямків. Сформувавшись на рубежі 1970-1980-х років, їх звук походив на пост-панк, скомбінований з синтетичними звуками та ритмами, що були властиві металу або деяким танцювальним напрямам того часу. 
Ряд електронних музикантів почали додавати елементи музики металу, перш за все — Ал Йоргенсон, а також гурт Ministry у своїй пісні «The Land of Rape and Honey» (1988). Гурт Ministry, що раніше не використовував гітару, почав застосовувати метал-гітару і такі композиції як «Stigmata», «The Missing» і «Deity» стали переламним моментом. Наступні альбоми — «The Mind is a Terrible Thing to Taste» та «Psalm 69: The Way to Succeed and the Way to Suck Eggs» забезпечили цьому гурту провідне місце в індастріал-металі.
У той же час у гітарній музиці KMFDM відчуваються впливи металу в таких синглах як «Virus» (1989) та «Godlike» (1990). 1990 року «Killing Joke» випустили Extremities, Dirt And Various Repressed Emotions, в якому спрямовує раніше темний, гнітючий звук в русло індастріал-металу.

## Подальший розвиток
Розквіт індастріал-металу припадає на початок 1990-х років, причому в Північній Америці цей напрям навіть випереджав чистий індастріал у популярності. Оригінальне відгалуження індастріал-металу стало відоме як агроіндастріал, тоді як більш насичене гітарними звучаннями панку і хардкору відгалуження отримало назву колдвейв (провідні гурти — «Chemlab», «16 Volt» та «Acumen»). В Європі деякі гурти, наприклад, «Young Gods» та «Swamp Terrorists» створювали індастріал-метал без «живих» гітар, повністю базуючись на семплах. Багато провідних гуртів у своїй творчості більшою чи меншою мірою використовували технічні прийоми індастріал-металу — зокрема Skinny Puppy, Front Line Assembly та Die Krupps.
В ранній творчості таких гуртів як Rammstein та Oomph! було помітно вплив електронної музики поряд з індастріалом та хард-роком, що вивів до становлення нового стилю, що став відомий під назвами нім. «Neue Deutsche Härte» (дослівний переклад — «Нова німецька жорсткість») або «Tanz-Metall» (англ. dance metal, танцювальний метал).
Вплив індастріал-металу помітний у творчості гуртів важкого металу, що проявляється у використанні синтетичних звуків, властивих цьому напрямку. Fear Factory є одною із значніших, що почала використовувати електроніку на ранньому етапі. Серед інших можна згадати Девіна Таунсенда, «Strapping Young Lad». Багато сучасних метал/ню-метал гуртів під впливом індастріалу та електронної музики використовують семплери та секвенсери. Серед них — «Rob Zombie», «Static-X», «Powerman 5000», «Monster Voodoo Machin». Ці гурти іноді також відносять до індастріал-металу.

### Музичні гурти, які відповідають критеріям
- Die Krupps (Aggro Industrial) (Drang Industrial)
- KMFDM (Aggro Industrial)1984 — N.D. (Drang Industrial)2002 — N.D.
- Turmion Katilot (100% Drang Industrial)2003 — N.D.